# Henry Chadwick
Henry Chadwick (Exeter, 5 ottobre 1824 – Brooklyn, 20 aprile 1908) è stato un giornalista e storico inglese, introdotto nella National Baseball Hall of Fame nel 1938.

## Biografia
Nato in Inghilterra e trasferitosi a Brooklyn all'età di 12 anni, Chadwick è spesso definito "il padre del baseball" per i suoi primi articoli giornalistici e per i contributi allo sviluppo di tale sport. Scrisse la prima guida sul baseball venduta al pubblico ed è accreditato per avere creato i tabellini dei punteggi (che adattò da quelli del cricket), l'abbreviazione "K" per gli strikeout e le statistiche come la media in battuta e la media PGL. Nel 1905, scrisse al New York Times proponendo di allungare la mazza da baseball per limitare il vantaggio che i lanciatori avevano acquisito.